# Dejvická (metrostation)
Dejvická is een metrostation in Praag aan lijn A, waarvan het lang het noordwestelijke eindpunt was. Vanaf Dejvická rijden er bussen naar Luchthaven Ruzyně, het internationale vliegveld van de stad.
Op 12 augustus 1978 werd het metrostation geopend onder de naam Leninova, genoemd naar de Russische revolutioniair Vladimir Lenin. Het station is later genoemd naar de wijk waarin het gelegen is, Dejvice.

## Uitgangen
Dit station heeft twee verschillende uitgangen:
- Oostelijke uitgang richting het plein van de overwinning (Tsjechisch: Vítězné náměstí)
- Westelijke uitgang richting Evropská

## Bovengrondse verbindingen
Tram
- 2 westelijk richting Červený Vrch, oostelijk richting Strešovice en Petříny
- 20 westelijk richting Podbaba en Zelená, oostelijk richting Malostranská, Anděl, Smíchovské nádraží en Sídliště Barrandov
- 8 westelijk richting Červený Vrch en Divoká Šárka, oostelijk richting Malostranská en Florenc

Bus
- 116 richting Nebušice
- 119 richting Luchthaven Ruzyně
- 161 richting Nebušice
- 254 richting Nebušice
- 312 richting Nebušice

Nemocnice Motol · Petřiny · Nádraží Veleslavín · Bořislavka · Dejvická · Hradčanská · Malostranská · Staroměstská · Můstek · Muzeum · Náměstí Míru · Jiřího z Poděbrad · Flora · Želivského · Strašnická · Skalka · Depo Hostivař